# Горина, Клара Алексеевна
Го́рина Кла́ра Алексе́евна (1930—2006) — российская художница, художница-постановщица, педагог.

## Биография
Горина Клара Алексеевна родилась 23 апреля 1930 года.
1948—1953 — Московское художественное училище памяти 1905 года, театрально-декорационное отделение.
1963—1968 — Ульяновский педагогический институт им. И. Н. Ульянова, факультет филологии.
1977—2006 — преподавала в детской художественной школе г. Димитровграда.
Работала в Московском Пушкинском театре, Димитровградском драматическом театре, педагогическом институте.

## Выставки
1996, 1997, 1998, 2000, 2005 гг. — персональные выставки.
2002 г. — Артманеж, Москва.
Многочисленные групповые областные выставки ульяновских художников.
Работы находятся в Димитровградском краеведческом музее, в частных коллекциях США, Германии, Норвегии и России.

## Галерея

### Натюрморты
- «В сиреневых тонах», к., м., 500х400.
- «Натюрморт с тыквой», х., м., 700х900.
- «Натюрморт в голубых тонах», х., м., 800х500.
- «Лук и голубой кувшин», х., м., 500х800.
- «Натюрморт с бананами», х., м., 700х500.
- «Деревенский натюрморт», х., м., 700х500.
- «Контражур», к., м., 450х300.
- «Натюрморт с вишней», к., м., 500х500.
- «Раковины на берегу моря», к., м., 300х700.
- «Раковина и рюмка», к., м., 300х400.
- «Белый натюрморт», х., м., 700х500.
- «Белый натюрморт», оргалит, м., 450х500.
- «Натюрморт с пером павлина», х., м., 500х500.
- «В коричневых тонах», х., м., 450х500.
- «Натюрморт с кораллом», х., м., 650х750.
- «Натюрморт с виноградом», х., м., 400х700.
- «Натюрморт с кокосом», х., м., 300х430.
- «Морская раковина», оргалит, м., 450х340.
- «Лук на столе. Этюд.», к., м., 150х210.
- «Апельсины на голубом», х., м., 600х700.
- «Завтрак», к., м., 350х500.
- «Зелёный натюрморт», к., м., 360х470.
- «Натюрморт в бордовых тонах», х., м., 410х410.
- «Натюрморт с самоваром», х., м., 500х460.
- «Восточный натюрморт», х., м., 600х750.
- «Грибы», к., м., 440х600.
- «Натюрморт с перцами», к., м., 500х300.
- «Раковины на голубом фоне», к., м., 350х500.
- «Натюрморт с раковинами», к., м., 350х450.

### Пейзажи
- «Багряные клёны», х., м., 450х400.
- «Деревья на закате», к., м., 250х400.
- «Золотая осень», к., м., 500х450.
- «Зима», х., м., 350х500.
- «Лес», к., м., 370х490.
- «Летний день», к., м., 550х350.
- «Ветреный день», к., м., 390х390.
- «Прозрачная осень», к., м., 200х350.
- «Осенний свет», к., м., 700х450.
- «Зимние дома», к., м., 500х250.
- «Деревья», к., м., 620х400.
- «Лесная дорога», к., м., 200х400.